# Erinnyis guttalaris
Erinnyis guttularis là một loài bướm đêm thuộc họ Sphingidae. 
NóIđược Walker, mô tả vào năm 1856. Loài này có ở Cuba và the Cộng hòa Dominica.
Nó là loài nhỏ nhất của chi Erinnyis. Phía dưới cánh sau gần như màu nâu đồng nhất. Phía dưới cánh sau giống như của loài Erinnyis ello ello con đực.
Cá thể trưởng thành có lẽ mọc cánh quanh năm. 
Ấu trùng có thể ăn Carica papaya, Jatropha và Allamanda species.

## Hình ảnh

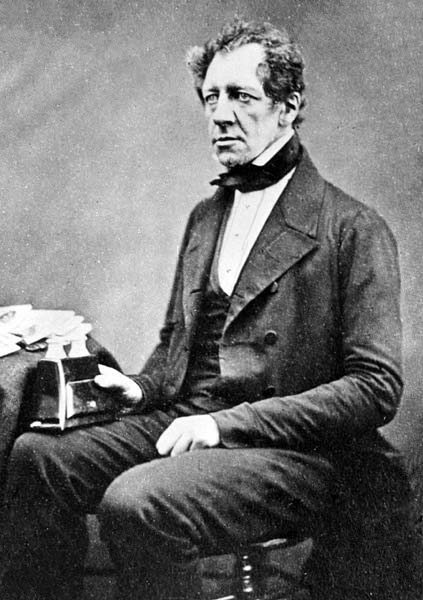
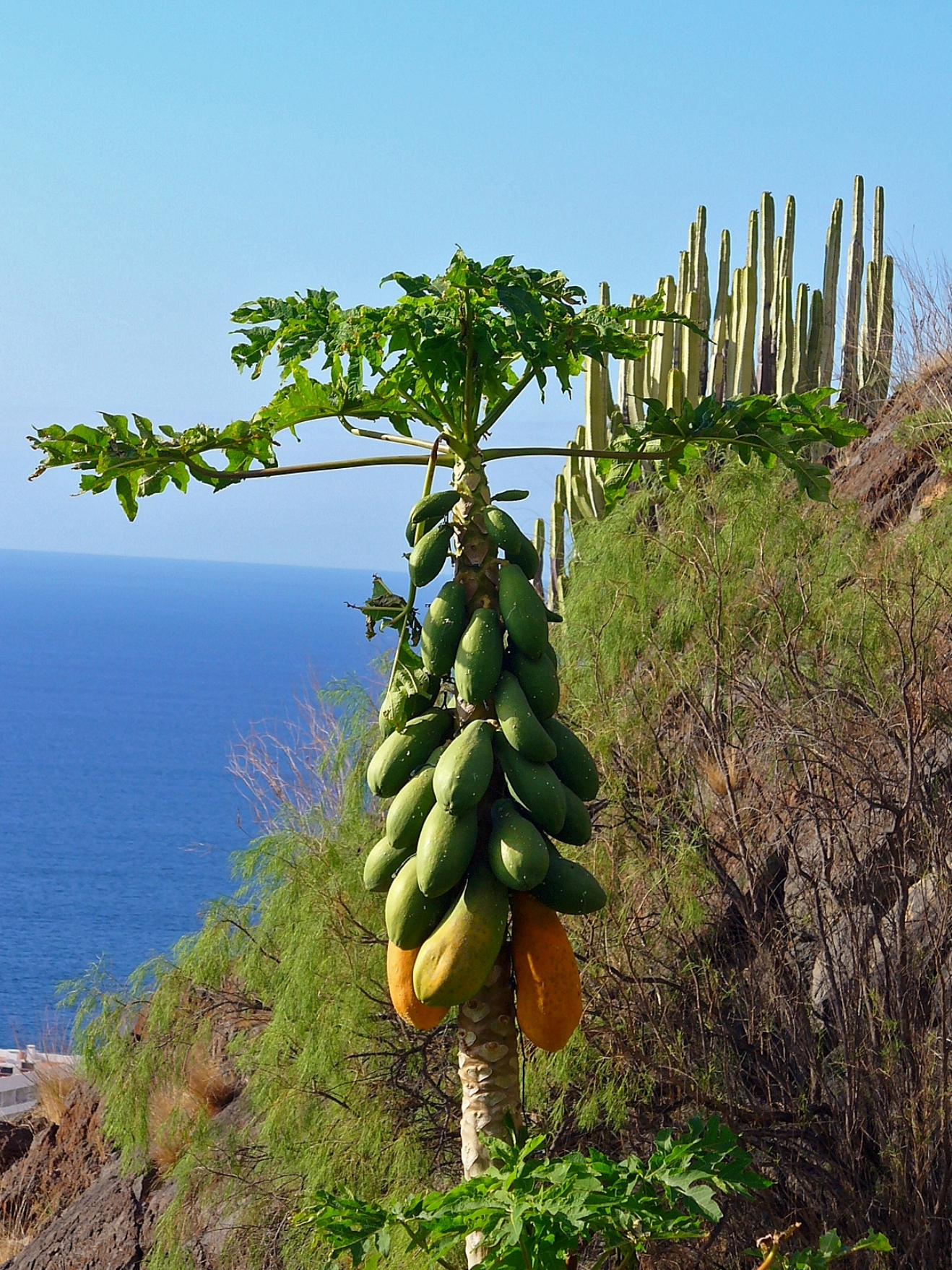